# Elixabet Ibarra
Elixabet Ibarra Rabantxo (* 29. Juni 1981 in Azkoitia) ist eine ehemalige spanische Fußballspielerin und Nationalspielerin.

## Karriere

### Vereine
Ibarra spielte zuletzt in der Saison 2001/02 für den Eibartarrak Futbol Taldea in der Premierensaison der Superliga, der seinerzeit höchsten Spielklasse im spanischen Frauenfußball, bevor sie zu dem Verein wechselte, dem sie bis zum Ende ihrer Spielerkarriere am Saisonende 2014/15 der Primera División angehören sollte – Athletic Bilbao. Während ihrer Vereinszugehörigkeit gewann sie fünfmal die Meisterschaft, drei davon in Folge, und wurde dreimal in Folge Zweiter in der Meisterschaft jeweils hinter dem FC Barcelona. Des Weiteren gewann sie sechsmal den Euskal Herriko Kopa, den Fußballpokal des Baskenlandes der Frauen.

### Nationalmannschaft
Ibarra debütierte als Nationalspielerin für die U18-Nationalmannschaft am 3. April 2000 im portugiesischen Lagos beim 1:1-Unentschieden gegen die U18-Nationalmannschaft Norwegens in der EM-Qualifikationsgruppe A für die vom 27. Juli bis 4. August 2000 in Frankreich ausgetragene Europameisterschaft 2000, die ihre Mannschaft am 4. August in Boulogne-sur-Mer mit der 2:4-Finalniederlage gegen die U18-Nationalmannschaft Deutschlands beendete.
Für die A-Nationalmannschaft bestritt sie in einem Zeitraum von 13 Jahren 30 Länderspiele. Sie debütierte am 26. März 2003 in Zwolle im ersten Spiel der EM-Qualifikationsgruppe 2 beim 1:0-Sieg über die Nationalmannschaft der Niederlande. Gegen diese Mannschaft wurde sie auch am 21. März 2004 in La Roda im torlosen Spiel eingesetzt. Weitere sieben EM-Qualifikationsspiele bestritt sie in der Gruppe 2 sowie die beiden Play-off-Spiele gegen die Nationalmannschaft Schottlands. Davor wurde sie im fünften und siebten Spiel der WM-Qualifikationsgruppe 5 in den beiden Begegnungen mit der Nationalmannschaft Englands eingesetzt, wie auch später in sieben der WM-Qualifikationsgruppe 2 in den Jahren 2013 und 2014.
Unter Nationaltrainer Ignacio Quereda gehörte sie zum Aufgebot für die Europameisterschaft 2013 in Schweden. Sie wurde in allen drei Spielen der Gruppe C sowie im Viertelfinale gegen die Nationalmannschaft Norwegens bei der 1:3-Niederlage am 22. Juli in Kalmar eingesetzt. Sechs weitere Länderspiele wurden in Freundschaft ausgetragen, die sie in den Jahren 2012 bis 2015 zweimal gegen die Nationalmannschaften Österreichs und Dänemarks sowie einmal gegen Russland und Norwegen bestritt. Bei der Weltmeisterschaft 2015 gehörte sie erstmals zum Aufgebot, wurde im Turnier jedoch nicht eingesetzt.

## Erfolge
- Spanischer Meister 2003, 2004, 2005, 2007, 2016
- Baskenpokal-Sieger 2011, 2013, 2014, 2015, 2016, 2017